# Pascual Cabrera
Pascual Cabrera war ein uruguayischer Fußballspieler.

## Karriere

### Verein
Cabrera spielte mindestens von 1913 bis 1914 für Defensor. Im erstgenannten Jahr trat die Mannschaft in der Tercera División an, gewann mit zwölf Siegen und nur einer Niederlage gegen Oriental FC den Meistertitel und stieg in die zweithöchste Spielklasse, die seinerzeitige Divisional Intermedia auf. Dort sicherte man sich 1914 mit neun Siegen aus zehn Partien ebenfalls den Meistertitel und den Aufstieg in die Primera División. Er gehörte von 1924 bis 1928 dem Kader der Rampla Juniors an. 1927 wurde der mit dem von José Pedro Colfina trainierten montevideanischen Klub Uruguayischer Meister.

### Nationalmannschaft
Cabrera war Mitglied der A-Nationalmannschaft Uruguays, für die er von seinem Debüt am 25. Mai 1924 bis zu seinem letzten Einsatz am 22. August 1925 nach Angaben der RSSSF sechs Länderspiele absolvierte. Ein Länderspieltor erzielte er dabei nicht. Er gehörte dem Kader der Celeste bei der Südamerikameisterschaft 1926 in Chile an, bei der Uruguay den Titel gewann. Im Verlaufe des Turniers kam er jedoch nicht zum Einsatz.

### Erfolge
- Südamerikameister: 1926
- Uruguayischer Meister: 1927